# Aristolochia steyermarkii
Aristolochia steyermarkii är en piprankeväxtart som beskrevs av Standley. Aristolochia steyermarkii ingår i släktet piprankor, och familjen piprankeväxter. Inga underarter finns listade i Catalogue of Life.